# Ascanio Centorio Degli Ortensi
Ascanio Centorio Degli Ortensi (Milano o Roma, metà del XVI secolo – fine XVI secolo) è stato uno scrittore italiano.

## Biografia
Di famiglia nobile, è incerto il luogo di nascita tra Roma e Milano, anche se viene ricordato per aver partecipato attivamente alla vita cittadina e politica di quest'ultima.
Fu un erudito letterato e un abile oratore tanto nel latino quanto nel volgare. In giovane età si occupò di poesia scrivendo L'aura soave, un romanzo pastorale di imitazione boccaccesca.
Fondamentale fu il rapporto con il marchese Giambattista Castaldo, che gli commissionò un'opera sull'arte militare, i Discorsi di guerra (1558-1562). Nel libro si descrivono le capacità che deve avere un abile generale e le tecniche per la conquista di un territorio o per la difesa di una città in caso di attacco del nemico.
La data di morte è ignota, ma viene collocata approssimativamente negli anni finali del Cinquecento.

## Opere
- Discorsi di guerra, Venezia, Gabriele Giolito de Ferrari, 1567.